# Whistle While Your Wife Works
Whistle While Your Wife Works (Silba mientras tu mujer trabaja en España y Silba mientras tu esposa trabaja en Hispanoamérica) es el quinto episodio de la quinta temporada de la serie Padre de familia emitido el 12 de noviembre de 2006 a través de FOX. El episodio está escrito por Steve Callaghan y dirigido por Greg Colton. Según la cuota de pantalla Nielsen el capítulo fue visto por 9,04 millones de televidentes. Como artista invitada, Drew Barrymore presta su voz a su personaje aparte de otros actores.
Tras perder los dedos por jugar de manera temeraria con unos petardos, Peter queda incapacitado para trabajar, ante las amenazas de su jefa por despedirle, Lois se ofrece a ayudarle con el trabajo, sin embargo Peter, se imagina que su mujer es una secretaria y trata de seducirla. Por otro lado, Brian empieza a salir con una joven atractiva pero corta de entendederas.

## Argumento
Tras volver de sus vacaciones en Florida, Quagmire le enseña a Peter y a su familia y amigos fuegos artificiales que ha comprado. Mientras empiezan a jugar con los petardos, Peter junta la mecha de diez M-80 con mala fortuna que al explosionar pierde los dedos de la mano derecha. Finalmente le son reimplantados tras recuperarlos, pero tiene el inconveniente de no poder trabajar frente al ordenador al ser incapaz de mecanografiar. Sin embargo, Angela, su jefa se muestra incomprensiva ante su lesión y amenaza con despedirle por lo que le pide ayuda a Lois con el trabajo.
Una vez Lois reemplaza a su marido, en este empieza a despertarse una fantasía: al verla sentada en el escritorio la toma por una secretaria y empieza a seducirla hasta el punto de rayar el acoso a pesar de los continuos rechazos por parte de la mujer, la cual, harta del comportamiento de Peter acepta magrearse con él durante medio minuto, "medio minuto" que se prolonga cuando Lois se excita y le pide a Peter enrollarse en la oficina con Opie, uno de los empleados, presente hasta que huye aterrado al contemplar la escena.
Por otro lado, Stewie descubre que Brian está saliendo con una nueva novia, Jillian, de la que aparentemente se avergüenza, por lo que harto de tanta coba respecto a las burlas del lactante sobre su posible aspecto físico, decide (a regañadientes) presentársela. Stewie queda embelesado ante la belleza de la joven pero descubre que es una rubia tonta de la que no duda en aprovechar el momento para burlarse.
Cuando Stewie la llama por teléfono haciéndose pasar por Brian, la "invita" a conocer a la familia para seguir con el juego al que se suma también Lois para reírse tanto de la nula inteligencia de la joven como de Brian, quien humillado decide cortar con la charada. Al día siguiente, este sale con sus amigas, las cuales resultan ser más estúpidas aún. Finalmente Stewie le convence para que corte con ella.
Tras presentarse en el apartamento de Jillian con Stewie esperando en el coche, está decidido a romper la relación, pero se distrae cuando ve su cuerpo desnudo y entra para acostarse. Cuando Brian vuelve al coche, Stewie se despierta y descubre que ha estado esperando tres horas al mismo tiempo que Brian reconoce que sigue con su relación. No obstante, Stewie sigue con ganas y al preguntarle a Brian si puede escuchar algo de música, este pone un casete grabado en el que sigue burlándose de la situación con una parodia de un tema de Gary Numan hasta que Brian apaga la radio y Stewie le reprocha "su poco sentido del humor".

## Producción

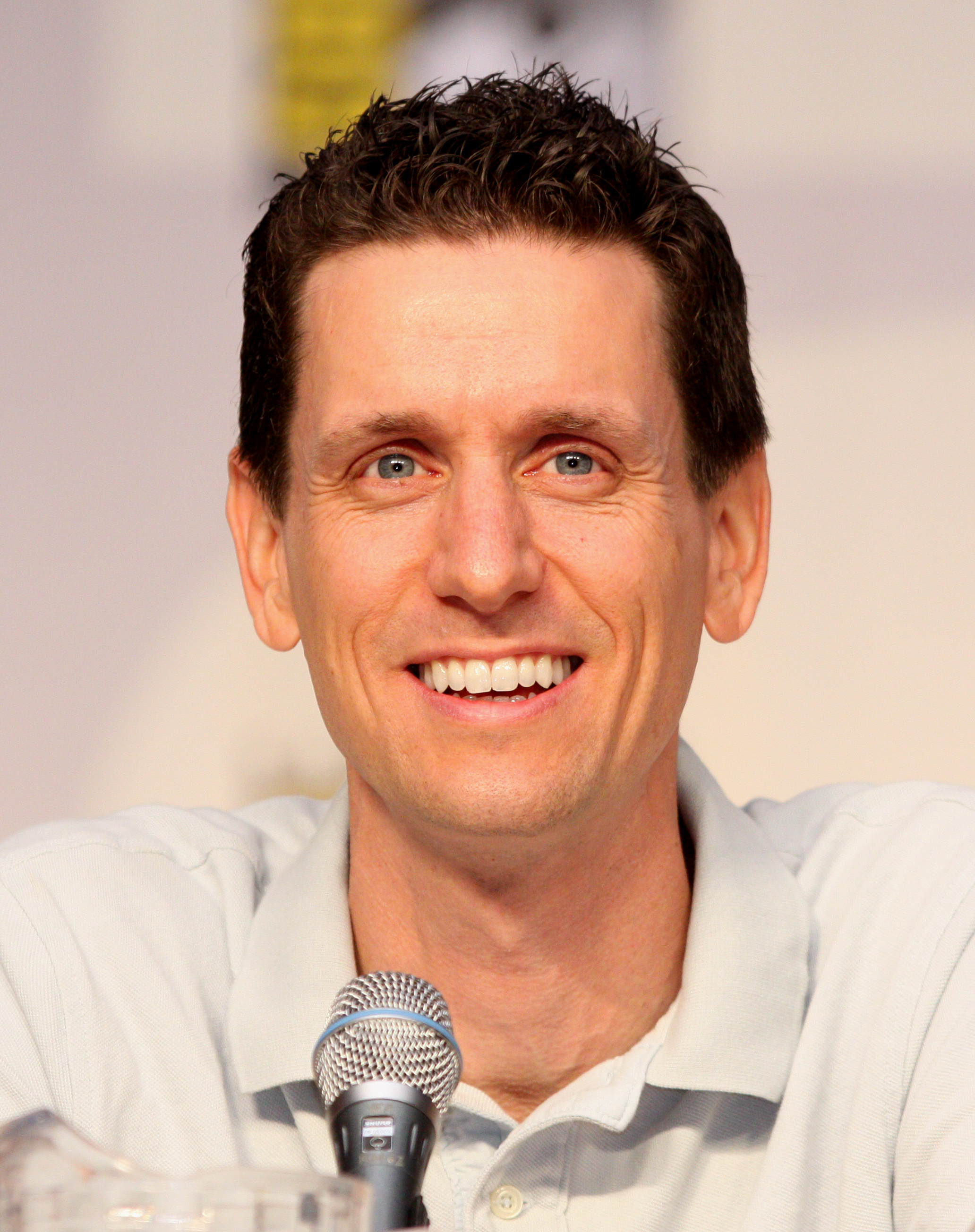
Steve Callaghan en la Comic Con 2010 en San Diego.

Respecto al personaje de Jillian, hubo varios bocetos desechados por los productores hasta que se decantaron por una "cheerleader bulímica". También sugirieron que su personalidad fuese el de una persona que parezca que "se hubiera caído de un guindo". En cuanto a su voz y su enfermedad aparte de la importancia que le da a su imagen, guarda relación con episodios futuros en el que se revela que Jillian se purga cuando Stewie la llama "gorda". La expresión de Stewie: "es como si [ella] tuviera cinco p... años" estuvo en un principio descartada aunque se incluyó en el episodio por razones que se desconocen. Seth MacFarlane se inspiró en una tradicional canción infantil que le cantaba su padre cuando era pequeño para el flashback en el que Stewie entretenía a los ancianos de una residencia con el tema There's a hole in the bottom of the sea. Durante la producción del capítulo, no pararon a pensar en una hipotética reaparición de Jillian, aunque terminó siendo un personaje regular a lo largo de la quinta temporada.